# Нижній Мамон
Нижній Мамон (рос. Нижний Мамон) — село у Верхньомамонському районі Воронезької області Російської Федерації.
Населення становить 3564 особи. Входить до складу муніципального утворення Нижньомамонське 1-е сільське поселення.

## Історія
Населений пункт розташований у межах українського історико-культурного регіону Східної Слобожанщини. До Перших визвольних змагань належав до Воронезької губернії.
Від 1928 року належить до Верхньомамонського району, спочатку в складі Центрально-Чорноземної області, а від 1934 року — Воронезької області.
Згідно із законом від 15 жовтня 2004 року входить до складу муніципального утворення Нижньомамонське 1-е сільське поселення.

## Населення
| 2002 | 2010  | 2012  | 2013  | 2014  | 2015  |
| ---- | ----- | ----- | ----- | ----- | ----- |
| 3969 | ↘2106 | ↘2065 | ↘2036 | ↗3634 | ↘3564 |